# Esther M. Conwell
Esther Marley Conwell (New York, 23 giugno 1922 – Rochester, 16 novembre 2014) è stata una fisica e chimica statunitense che studiò le proprietà dei semiconduttori e dei conduttori organici, in particolare il trasporto degli elettroni. È nota soprattutto per la teoria Conwell-Weisskopf che spiega come gli elettroni viaggiano attraverso i semiconduttori, una scoperta che ha contribuito a rivoluzionare l'informatica moderna.
Nel 1998, entrò a far parte della facoltà dell'Università di Rochester a tempo pieno come professore di chimica, concentrandosi sul flusso di elettroni attraverso il DNA. Conwell ebbe quattro brevetti e pubblicò più di 270 articoli e numerosi libri di testo nel corso della sua carriera. Il suo libro di testo, High Field Transport in Semiconductors, divenne il testo autorevole nel campo.  Ricevette numerose onorificenze, tra cui la Medaglia Nazionale della Scienza nel 2009.

## Biografia
Ester Conwell nacque nel 1922 a New York City. Aveva due sorelle ed entrambi i suoi genitori erano immigrati.
Conwell ottenne una laurea in fisica al Brooklyn College nel 1942. Poi andò all'Università di Rochester per completare un master in fisica nel 1945 con Victor Weisskopf. Inizialmente aveva pianificato di fare un dottorato di ricerca. a Rochester, ma poiché il suo relatore partì per lavorare al Laboratorio di Los Alamos dopo il suo primo anno lì, completò il suo master e ottenne un dottorato di ricerca. in un secondo momento. Conwell ha collaborato con Karl Lark-Horovitz e Vivian Johnson alla Purdue University sulla fisica dei semiconduttori al silicio e al germanio. I suoi master furono inizialmente classificati e poi definitivamente declassificati nel 1945 e successivamente le fu assegnato il MS in cui determinò la teoria di Conwell-Weisskopf.   Conwell ha conseguito il dottorato di ricerca in fisica. nel 1948, dall'Università di Chicago sotto la consulenza del premio Nobel Subrahmanyan Chandrasekhar all'Osservatorio Yerkes e fu anche assistente di Enrico Fermi. È stata assistente all'insegnamento a Chicago e ha valutato il lavoro di premi Nobel come Chen-Ning Yang e Owen Chamberlain.

## Carriera
Dopo il primo anno di scuola di specializzazione, fu assunta dalla Western Electric come assistente ingegnere. A quel tempo, il libro paga non prevedeva un codice di titolo professionale per le assistenti ingegneri donne, quindi il suo titolo fu cambiato in assistente ingegneri e la sua retribuzione ridotta per adattarsi a un codice esistente.
Fu insegnante di fisica al Brooklyn College (1946-1951). Lavorò poi come ricercatrice presso i Bell Laboratories (1951-1952) dove studiò con William Shockley sugli effetti degli elevati campi elettrici sul trasporto degli elettroni nei semiconduttori. Successivamente divenne membro dello staff della Sylvania, poi rilevata da GTE Laboratories (1952–1972). Nel 1972 entrò a far parte dello Xerox Wilson Research Center, dove fu ricercatrice dal 1981 al 1998. Alla Xerox, studiò le proprietà ottiche e di trasporto dei polimeri drogati come quelli utilizzati per i fotorecettori nelle fotocopiatrici. Conwell fu direttrice associata del Centro NSF per il trasferimento di carica fotoindotto presso l'Università di Rochester a partire dal 1991. Trascorse un anno come professore in visita presso l'École Normale Supérieure nel 1962 e un semestre come Abby Rockefeller Mauzé Professor al MIT nel 1972.
Nel novembre 2002, la rivista Discover ha elencato Conwell come una delle 50 scienziate più importanti dell'epoca.
Il 16 novembre 2014, Conwell stava camminando quando fu investita dall'auto del suo vicino mentre stava uscendo in retromarcia dal vialetto. Il capitano David Catholdi del dipartimento di polizia di Brighton ha dichiarò che l'alcol e la velocità non erano fattori determinanti nell'incidente. Venne portata allo Strong Memorial Hospital, dove morì a causa delle ferite riportate diverse ore dopo. Aveva 92 anni e stava ancora portando avanti attivamente la ricerca.

## Premi e riconoscimenti
Conwell fu nominata membro dell'IEEE nel 1980 "per i contributi alla teoria dei semiconduttori, in particolare al trasporto in campi elettrici sia bassi che alti". Fu anche membro della American Physical Society e una delle poche ad avere la tripla appartenenza alla National Academy of Engineering, alla National Academy of Sciences e all'American Academy of Arts and Sciences (1992).  Fu anche l'unico membro dell'Università di Rochester a raggiungere questo traguardo.
Ebbe l'Achievement Award della Society of Women Engineers (1960) e un D.Sc onorario dal Brooklyn College nel 1992.

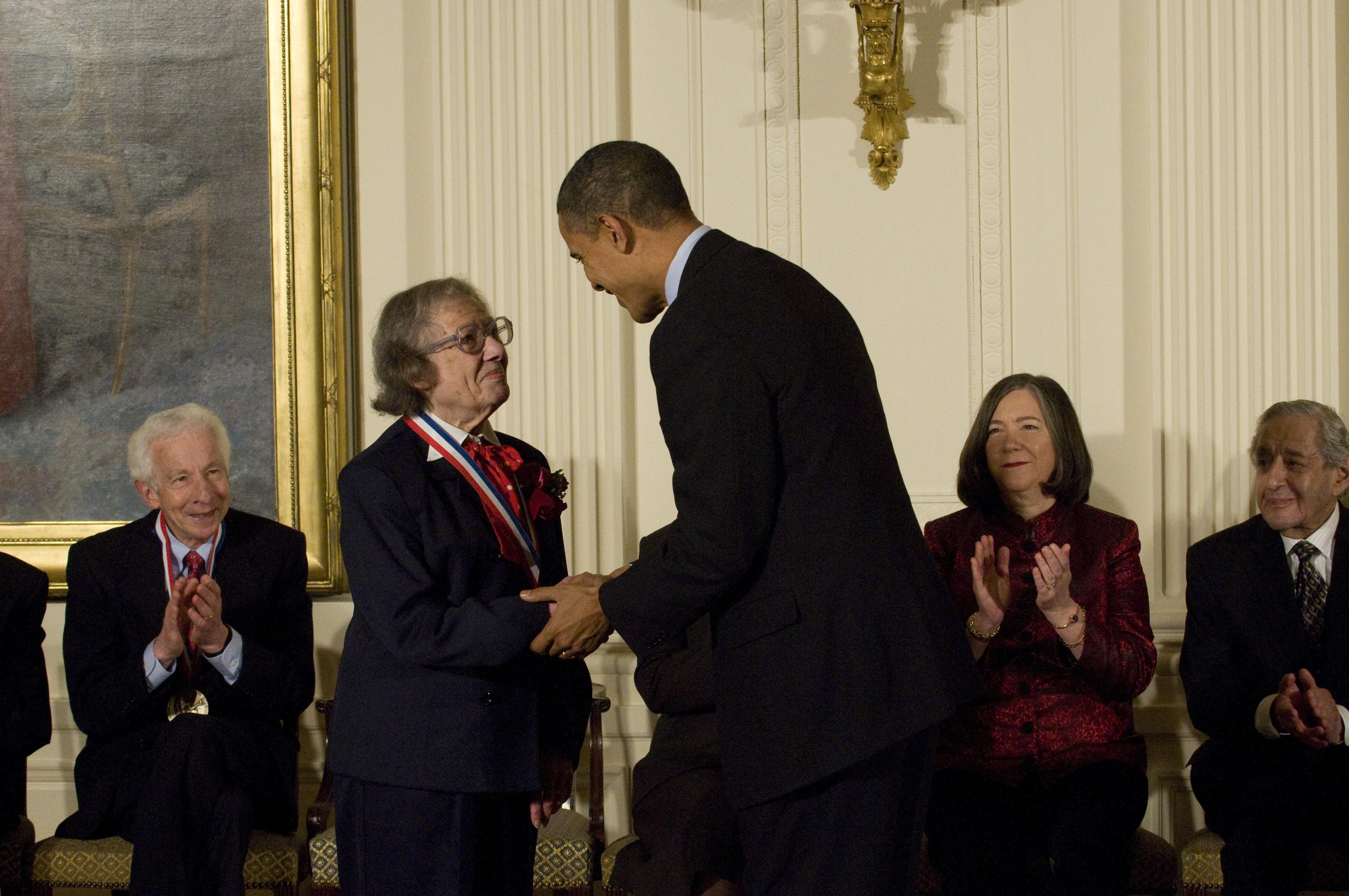
Conwell riceve la medaglia nazionale della scienza dal presidente Barack Obama

Nel 1997 ebbe la medaglia Edison IEEE per "i contributi fondamentali alla teoria dei trasporti nei semiconduttori e nei conduttori organici e la loro applicazione all'industria dei semiconduttori, della copia elettronica e della stampa". Fu la prima donna a vincere questo premio. Altri premiati degni di nota includono Alexander Graham Bell, Vannevar Bush e Michael Pupin.
Nel 2004 ricevette il Dreyfus Senior Faculty Mentor Award per aver svolto il ruolo di mentore di ricerca per gli studenti universitari. Nel 2006, l'Università di Rochester le attribuì il Susan B. Anthony Lifetime Achievement Award per i suoi sforzi nel sostenere e promuovere le donne nella scienza. Due anni più tardi, nel 2008, le fu assegnato il premio ACS per incoraggiare le donne a intraprendere una carriera nelle scienze chimiche.
Nel 2009, Conwell ottenne la prestigiosa Medaglia Nazionale della Scienza dal presidente Barack Obama, per "i suoi ampi contributi alla comprensione del trasporto di elettroni e lacune nei materiali semiconduttori, che hanno contribuito a consentire applicazioni commerciali di semiconduttori e dispositivi elettronici organici, e per aver esteso la sua analisi studiando le proprietà elettroniche del DNA". Vinse anche la National Medal of Science.

## Vita privata
Suo figlio, Lewis Rothberg, è anche professore di ruolo di fisica, chimica fisica e ingegneria chimica presso l'Università di Rochester; la sua ricerca si concentra sull'elettronica organica e sul rilevamento biomolecolare utilizzando l'energia laser.